# Technicoll

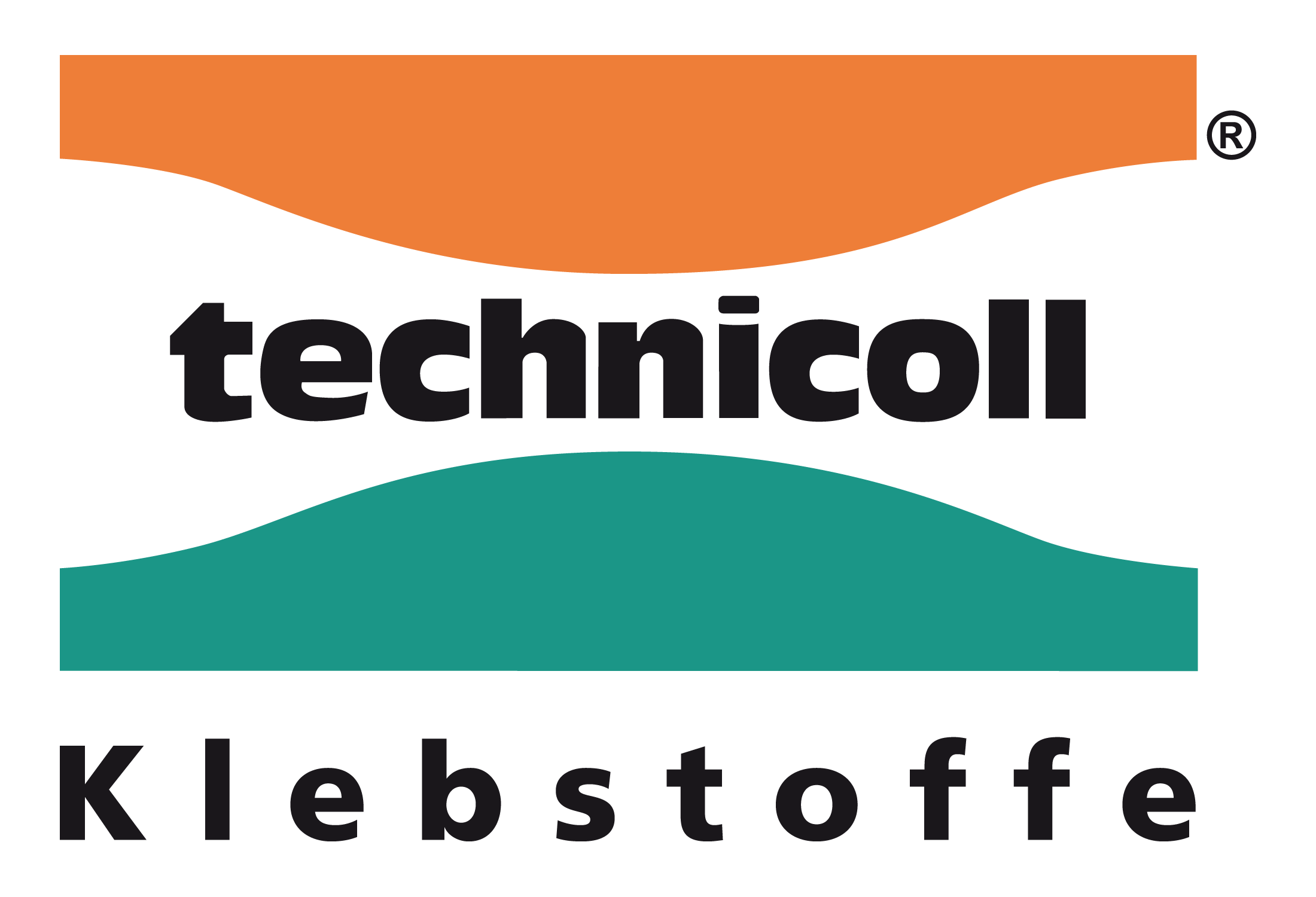
Logo der Marke technicoll

technicoll ist eine eingetragene Marke der Firma Ruderer Klebetechnik GmbH Zorneding, die Klebstoffe speziell für Industrie und Handwerk herstellt. Neben Lösungsmittelhaltigen Klebstoffen stellt Technicoll Schmelzklebstoffe und Sekundenkleber her, außerdem  Ein- und Zweikomponentenkleber und Zusatzprodukte wie Härter, Grundierung und Verdünner. Die Wortkreation technicoll setzt sich aus „techni“ (steht für die technische Anwendung) und dem französischen Wort für Klebstoff (colle) „coll“ zusammen. 

## Geschichte
Anfang der 1960er Jahre wurden erste Rezepturen und die Namensfindung von Beiersdorf AG Hamburg entwickelt. Das Produktprogramm umfasste flüssige technische Klebstoffe aus verschiedenen Rohstoffarten in unterschiedlichen Gebindegrößen, von Tuben bis 200 Liter Fässern. In den 1960er und 1970er lag der Produktschwerpunkt auf Flächenklebungen wie Isoliermaterialien, Sandwichklebungen und Polsterwerkstoffen. Der Absatz über den Technischen Handel für Industrie und Handwerk war als Schwerpunkt anzusehen. Man nutzte das bestehende Netz für eine flächendeckende Belieferung. Daneben wurden große industrielle Produzenten direkt bedient. Über Einzelhandelsgeschäfte erfolgte der stationäre Absatz von technicoll-Produkten für den Heimwerker bzw. Kleinanwender.
1994 wurde die Marke technicoll von Beiersdorf AG Hamburg inkl. der Rezepturen, Produktionsanlagen, Vertriebspartner und Kunden an den Klebstoffhersteller H. B. Fuller in den USA verkauft. Das damals in München ansässige Tochterunternehmen H.B. Fuller GmbH übernahm die Entwicklung, Produktion und den Vertrieb der Produkte. Die Betreuung und Belieferung der Kunden im deutschsprachigen Raum übernahm ab diesem Zeitpunkt die Firma Ruderer Klebetechnik GmbH in Zorneding. Die bisherigen Produkte für Hobby und Haushalt verblieben bei Beiersdorf und wurden der tesa-Gruppe zugeführt.
2007 kaufte die Ruderer Klebetechnik GmbH von der H.B. Fuller Company, die in vielen Ländern angemeldete Marke technicoll und führt sie betriebsintern als eigenen Geschäftsbereich. Bestellungen im Internet werden über die Plattform des auf Klebstoffe spezialisierten Online-Shops der Ottozeus GmbH entgegengenommen.